# Шебелинка — Слов'янськ (газопровід)
Шебелинка — Слов'янськ – газопровід, яким сполучили гігантське Шебелинське родовище (Харківська область) з споживачами на Донбасі.
Починаючи з 1950-х років газопостачання українського Донбасу здійснювалось за рахунок ресурсу північно-кавказьких родовищ, який надходив через відводи від газотранспортного коридору Північний Кавказ – Центр, такі як Таганрог – Маріуполь (3 нитки) та Таганрог – Амвросіївка – Слов'янськ (2 нитки). Наприкінці 1960-х вирішили подати в цей регіон також блакитне паливо з Шебелинки, для чого у 1969 році ввели в дію газопровід до Слов'янська. Втім, обсяги транспортування по ньому не могли серйозно вплинути на газотранспортні потоки в регіоні, оскільки система складалась лише з однієї нитки діаметром 700 мм.
Серед споживачів доставленого блакитного палива могла бути Слов'янська ТЕС, що працювала в основному на вугіллі, але могла використовувати певні обсяги природного газу в період сезонного надлишку.
У 2010-х роках виник проект модернізації газопроводу шляхом заміни труб на нові меншого діаметру 500 мм. Тендер на виконання цих робіт на ділянці довжиною 67 км провели у 2015 році.